# Ingrid Carolina Frisanco
Ingrid Carolina Frisanco (Boituva, estado de São Paulo, 8 de octubre de 1993), conocida deportivamente como Pardal, es una futbolista brasileña que juega como defensa en el Santos.

## Trayectoria
Pardal comenzó su carrera en Juventus-SP a la edad de diez años. Tras sumarse al primer equipo en 2011, jugó en São Caetano, ABD Botucatu, Botafogo-PB, América de São Manuel, Audax y Centro Olímpico.
Pardal regresó a Audax en 2016, etapa en la que el club estableció una alianza con Corinthians. A partir de 2018, esta alianza deja de existir, pero la jugadora continuó en el Timão hasta 2021.
El 26 de enero de 2022, Pardal es anunciada como nuevo refuerzo de São Paulo. El 25 de enero de 2024, firma por primera vez por un equipo fuera de Brasil, siendo confirmada como nueva jugadora de Colo-Colo.
El 21 de enero de 2025, Pardal retorna a Brasil, firmando un contrato de dos años con el Santos.

## Selección nacional
Pardal representó a la selección femenina de Brasil a nivel sub-17, participando en dos torneos: el Campeonato Sudamericano Sub-17 de 2008, donde Brasil logró clasificar al mundial y el de 2010, instancia en la que también consiguieron el título.
Además, tuvo participaciones en la categoría sub-20, primero, en el Campeonato Sudamericano Femenino Sub-20 de 2012, donde nuevamente Pardal lograría un título a nivel selección, siendo nóminada también para Copa Mundial Femenina Sub-20 de la FIFA 2012.
En febrero de 2017, fue convocada a la selección adulta por la entrenadora Emily Lima participando en entrenamientos.

## Clubes
| Club                  | País   | Año           |
| --------------------- | ------ | ------------- |
| Juventus-SP           | Brasil | 2010-2011     |
| São Caetano           | Brasil | 2012          |
| ABD Botucatu          | Brasil | 2013          |
| Botafogo-PB           | Brasil | 2013          |
| América de São Manuel | Brasil | 2014          |
| Audax                 | Brasil | 2014          |
| Centro Olímpico       | Brasil | 2015          |
| Corinthians           | Brasil | 2016-2021     |
| São Paulo             | Brasil | 2022-2023     |
| Colo-Colo             | Chile  | 2024          |
| Santos                | Brasil | 2025-presente |

## Palmarés

### Campeonatos regionales
| Título                       | Equipo      | Año  |
| ---------------------------- | ----------- | ---- |
| Campeonato Paulista Femenino | Corinthians | 2019 |
| Campeonato Paulista Femenino | Corinthians | 2020 |
| Campeonato Paulista          | Corinthians | 2021 |
| Copa Paulista Femenina       | Corinthians | 2022 |

### Campeonatos nacionales
| Título                    | Equipo            | Año  |
| ------------------------- | ----------------- | ---- |
| Copa de Brasil Femenina   | Audax-Corinthians | 2016 |
| Brasileirão Femenino      | Corinthians       | 2018 |
| Brasileirão Femenino      | Corinthians       | 2020 |
| Brasileirão Femenino      | Corinthians       | 2021 |
| Primera División Femenina | Colo-Colo         | 2024 |

### Campeonatos internacionales
| Título                                  | Equipo                     | Sede             | Año  |
| --------------------------------------- | -------------------------- | ---------------- | ---- |
| Campeonato Sudamericano Sub-17          | Selección brasileña sub-17 | Brasil           | 2010 |
| Campeonato Sudamericano Sub-20 Femenino | Selección brasileña sub-20 | Brasil           | 2012 |
| Copa Libertadores Femenina              | Audax-Corinthians          | Paraguay         | 2017 |
| Copa Libertadores Femenina              | Corinthians                | Ecuador          | 2019 |
| Copa Libertadores Femenina              | Corinthians                | Paraguay Uruguay | 2021 |